# Rồng
Rồng (chữ Nôm: 𧍰, 𧏵, hay 蠬) hay Long (chữ Hán: 龍) là sinh vật thần thoại khổng lồ sở hữu phép thuật xuất hiện trong văn hóa dân gian ở nhiều nơi trên thế giới. Những tín ngưỡng về rồng khác biệt đáng kể theo từng vùng miền, song rồng trong văn hóa phương Tây từ Trung kỳ Trung Cổ thường được miêu tả là có cánh, mọc sừng và có thể phun lửa. Rồng trong văn hóa phương Đông thường được miêu tả là những sinh vật không có cánh, bốn chi, hình rắn cùng trí tuệ trên mức trung bình. Điểm chung giữa các đặc điểm của rồng ở hai nền văn hóa là lai mèo, bò sát, lớp thú và chim. Giới học giả tin rằng những con cá sấu lớn đã tiệt chủng hoặc di cư có nhiều nét tương đồng nhất, đặc biệt khi tiếp xúc với chúng ở các vùng đầm lầy, và nhiều khả năng là nguyên mẫu cho hình ảnh rồng châu Á hiện đại.

## Từ nguyên

### Tiếng Việt
Rồng là một từ có nguồn gốc tiền Vietic với phục nguyên sơ bộ là -ro:ŋ theo Michel Ferlus (2007). Gốc này vốn được vay mượn từ từ 龍 giai đoạn tiếng Hán thượng cổ, với phục nguyên vào năm 2014 của Baxter và Sagart là *[mə]-roŋ. Trong Từ điển Việt–Bồ–La (thế kỷ thứ 17), Alexandre de Rhodes et al. ghi âm con rồng trong tiếng An Nam thời bấy giờ là ròu᷄.
Vương Trung Hiếu trên báo Thanh niên giải thích về từ "long" và "rồng": "Long (龍) là rồng, một con vật tưởng tượng trong thần thoại và văn hóa dân gian Trung Quốc. Khái niệm này đã lan rộng đến Việt Nam, Hàn Quốc, Nhật Bản,... hòa nhập vào nền văn hóa bản địa của mỗi nước. Người Việt gọi chung là rồng (chữ Nôm: 𧍰, 𧏵, 蠬) hoặc long (龍) – từ Hán-Việt." Năm 2012, học giả Đinh Văn Tuấn từng đưa ra diễn giải về cách người Việt sử dụng các chữ 'Thìn' (辰), 'Long' (龍) và 'Rồng' trên tạp chí Ngôn ngữ số 7 của Viện Ngôn ngữ học Việt Nam: "Ở Việt Nam, chưa có các bằng chứng từ khảo cổ, thư tịch, ngôn ngữ,... cho thấy hệ thống lịch 12 con giáp và dấu vết con rồng đã từng xuất hiện ở Việt Nam thời cổ đại. Tên gọi 'Rồng' và cả âm đọc 'Long' của người Việt Nam xưa nay có gốc từ tiếng Hán cổ qua giai đoạn lịch sử từ khi Cổ Việt bị nhà Triệu và nhà Hán xâm lược, thôn tính. Hệ quả là người Việt đã chịu ảnh hưởng hệ thống lịch pháp cổ của Trung Hoa, trong đó có Chi Thìn 辰 cùng với biểu tượng của nó là con 'Rồng'".
Từ "rồng" đã được sử dụng để chỉ sinh vật thần thoại trong thần thoại Trung Hoa là long (giản thể: 龙; phồn thể: 龍; bính âm: lóng) – gắn liền với vận may; nhiều vị thần và á thần của Đông Á lấy rồng làm thú cưỡi hoặc bạn đồng hành của họ. "Long" cũng được xem là để chỉ Hoàng đế Trung Hoa – nhân vật duy nhất trong thời kỳ phong kiến Trung Hoa có rồng được in lên quần áo, tư gia hoặc đồ cá nhân. Nhà khảo cổ học Zhōu Chong-Fa tin rằng từ "long" trong tiếng Trung là từ tượng thanh chỉ tiếng sấm hoặc lùhng trong tiếng Quảng Châu.

### Tiếng Anh

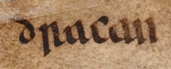
Từ dracan đã xuất hiện rất sớm trong tác phẩm Beowulf bằng tiếng Anh cổ

Từ dragon du nhập vào tiếng Anh đầu thế kỷ thứ 13, gốc là từ dragon tiếng Pháp cổ – vốn xuất phát từ tiếng Latinh: draco (thuộc cách draconis), nghĩa là "rồng, rắn khổng lồ," và từ tiếng Hy Lạp cổ đại δράκων, drákōn (thuộc cách δράκοντος, drákontos) "sinh vật rắn". Thuật ngữ tiếng Hy Lạp và Latinh nhằm ám chỉ bất kỳ con rắn lớn nào, chứ không nhất thiết phải là thần thoại. Từ tiếng Hy Lạp δράκων nhiều khả năng là bắt nguồn từ động từ tiếng Hy Lạp δέρκομαι (dérkomai), nghĩa là "Tôi thấy", dạng bất định của từ ἔδρακον (édrakon). Từ này được cho là dùng để chỉ một thứ với "ánh nhìn chết người", đôi mắt sáng hoặc "sắc" bất thường, hay vì mắt rắn dường như luôn mở; mỗi mắt thật sự nhìn qua lớp vảy lớn trong suốt ở mí mắt, mà chỗ mí mắt này lại luôn cụp xuống. Từ tiếng Hy Lạp còn có thể xuất phát từ từ gốc Ấn-Âu *derḱ-, nghĩa là "thấy"; gốc Sanskrit दृश् (dr̥ś-) cũng nghĩa là "thấy".

## Ghi chép và giai thoại trong sử sách

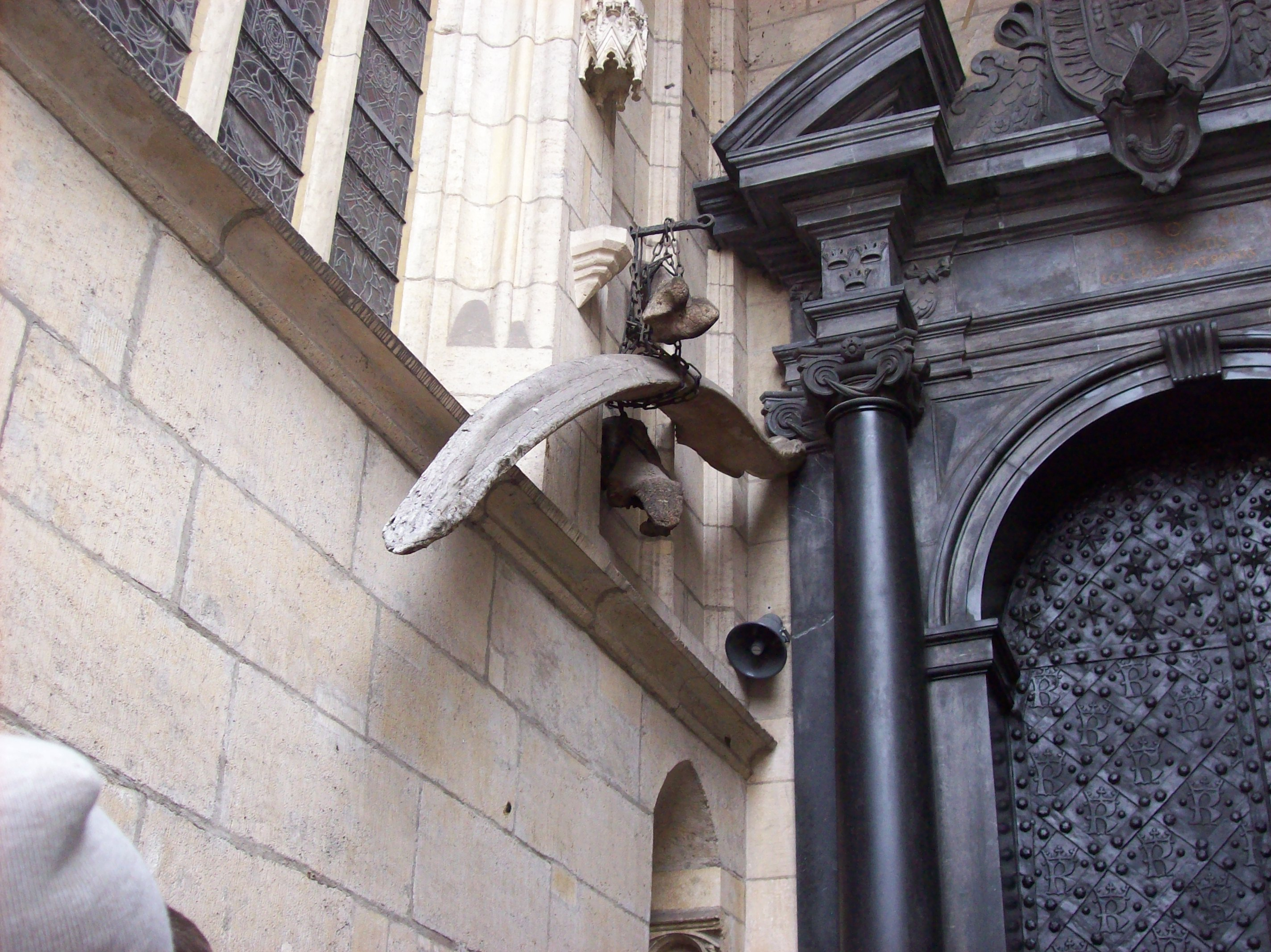
Một vài chiếc xương được cho là của Rồng Wawel được treo ở ngoài Nhà thờ chính tòa Wawel, song thực ra của một loài thú ở thế Pleistocene.

Sinh vật rồng hiện diện ở hầu hết mọi nền văn hóa trên toàn cầu, những ghi chép được kiểm chứng sớm nhất về những sinh vật rồng có hình hài tương tự rắn khổng lồ. Sinh vật rồng được miêu tả lần đầu trong thần thoại Cận Đông cổ đại và xuất hiện trong văn học và nghệ thuật Lưỡng Hà cổ đại. Những câu chuyện về các vị thần thời tiết đi tiêu diệt các loài hình rắn khổng lồ diễn ra ở gần như mọi thần thoại thần thoại Ấn-Indo. Những sinh vật rồng nguyên mẫu nổi tiếng gồm mušḫuššu ở Lưỡng Hà; Apep trong thần thoại Ai Cập; Vṛtra trong Rigveda; Leviathan trong Kinh Thánh Hebrew; Grand'Goule ở vùng Poitou của Pháp; Python, Ladon, Wyvern và Hydra trong thần thoại Hy Lạp; Kulshedra trong thần thoại Albania; Unhcegila trong thần thoại Lakota; Jörmungandr, Níðhöggr và Fafnir trong thần thoại Bắc Âu; rồng trong Beowulf; aži và az trong thần thoại Ba Tư cổ đại – liên hệt mật thiết với một sinh vật thần thoại nữa có tên là Aži Dahaka của Zahhak.
Tuy nhiên, các học giả vẫn tranh luận xem ý tưởng loài rồng xuất phát từ đâu và hàng loạt giả thuyết đã được trình bày.
Trong cuốn sách An Instinct for Dragons (2000), nhà nhân chủng học David E. Jones đề xuất giả thuyết rằng con người (giống như khỉ) thừa hưởng những phản ứng bản năng với rắn, mèo lớn và chim săn mồi. Anh trích dẫn một nghiên cứu chỉ ra rằng cứ 100 người thì có khoảng 39 người sợ rắn và lưu ý rằng nỗi sợ rắn đặc biệt phổ biến ở trẻ em, ngay cả ở những nơi hiếm có loài rắn sinh sống. Những con rồng được chứng thực sớm nhất đều có ngoại hình tương đồng hoặc có đôi nét giống rắn. Do đó, Jones đúc kết rằng rồng hiện diện gần như ở mọi nền văn hóa vì con người có nỗi sợ bẩm sinh với rắn và những động vật khác, mà chúng vốn là loài săn mồi chính tổ tiên linh trưởng của con người. Rồng thường được cho là trú ngụ ở "hang tối, vực sâu, vùng núi hoang dã, đáy biển, rừng bị ám", tất cả những nơi này có thể đầy rẫy hiểm nguy với tổ tiên loài người thời sơ khai.
Trong cuốn sách The First Fossil Hunters: Dinosaurs, Mammoths, and Myth in Greek and Roman Times (2000), Adrienne Mayor nhận định rằng một vài câu chuyện về rồng có thể được truyền cảm hứng từ những khám phá hóa thạch cổ của khủng long và những động vật thời tiền sử khác. Cô cho rằng truyền thuyết về rồng ở Bắc Ấn Độ có thể lấy cảm hứng từ "những chiếc xương lớn lạ thường nằm trong các lớp hóa thạch của dãy Siwalik Hills, phía dưới dãy Himalaya" và những hình ảnh nghệ thuật của Hy Lạp cổ đại mô tả Quái vật thành Troy có thể lấy cảm hứng từ hóa thạch của Samotherium – loài hươu cao cổ đã tuyệt chủng và để lại hóa thạch nằm phổ biến ở vùng Địa Trung Hải. Ở Trung Quốc (nơi hóa thạch của động vật khổng lồ thời tiền sử rất phổ biến), những di tích này thường được phân định là "long cốt" (xương rồng) và sử dụng đại trà trong đông y. Tuy nhiên, Mayor cẩn trọng chỉ ra rằng không phải mọi câu chuyện về rồng và người khổng lồ đều có cảm hứng từ hóa thạch và lưu ý rằng Scandinavia có nhiều câu chuyện về rồng và quái vật biển, song từ lâu bị xem là "nơi ít hóa thạch lớn." Trong một cuốn sách chắp bút sau này, cô nhận xét: "Nhiều hình ảnh loài rồng khắp thế giới dựa trên kiến thức dân gian hoặc phép phóng đại các loài bò sát sống, chẳng hạn như rồng Komodo, quái vật Gila, cự đà, cá sấu mõm ngắn hay ở California là thằn lằn cá sấu mõm ngắn, dẫu cho điều này vẫn chưa giải thích hợp lý cho các truyền thuyết của người Scandinavia, vì chẳng có loài động vật nào (trong lịch sử) như vậy từng được phát hiện ở vùng này."
Robert Blust trong cuốn The Origin of Dragons (2000) bình phẩm rằng, như nhiều phép sáng tạo khác trong các nền văn hóa truyền thống, rồng có thể được lý giải chủ yếu là những sản phẩm tập hợp suy đoán tiền khoa học hợp lý về thế giới sự việc đời thực. Trong trường hợp này, sự việc là cơ chế tự nhiên chi phối lượng mưa và hạn hán, đặc biệt chú ý tới hiện tượng cầu vồng.

## Ghi chép/giai thoại ở châu Phi

### Ai Cập

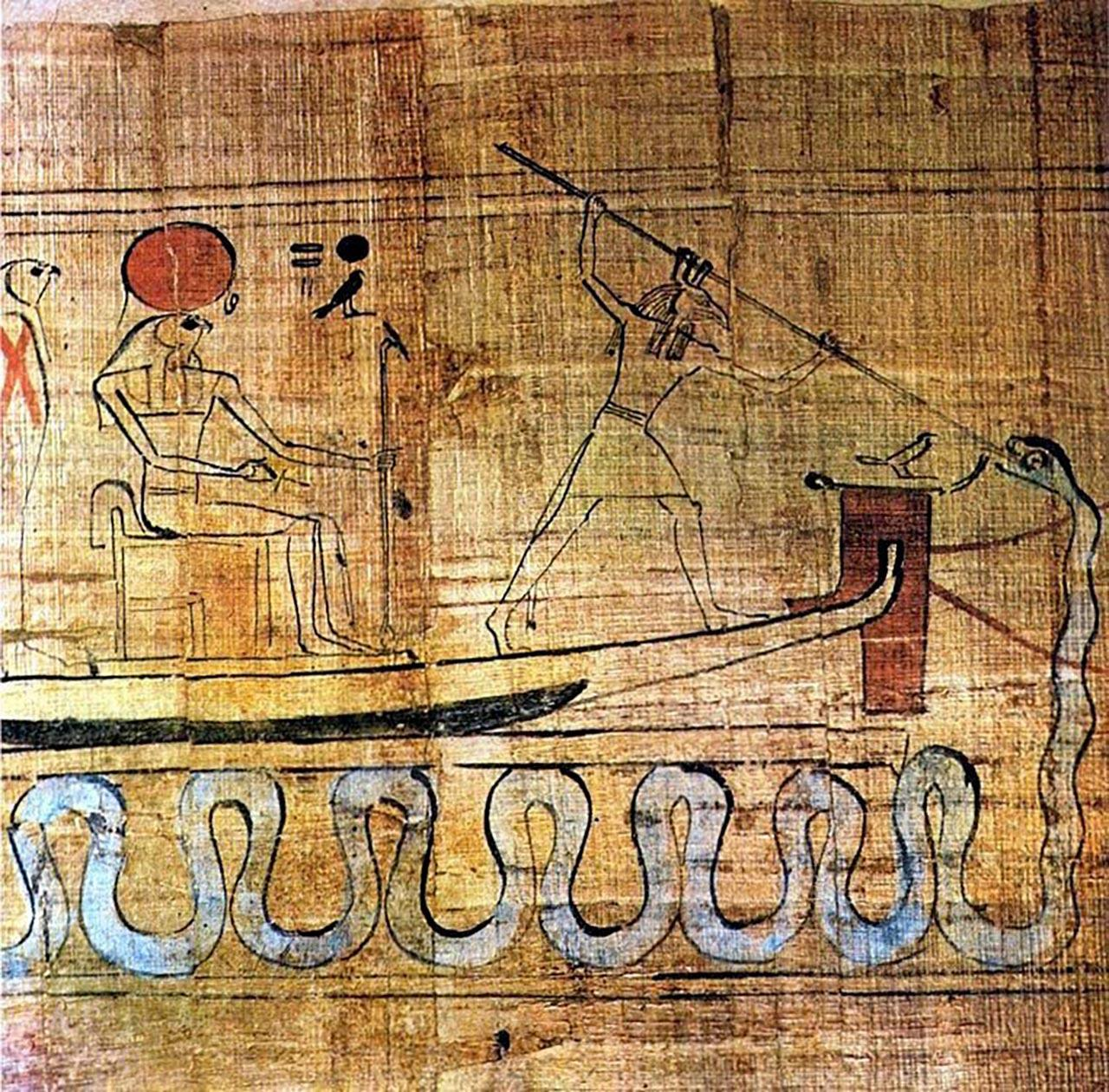
Bức minh họa từ bản thảo sách giấy cói của Ai Cập cổ đại chỉ ra cảnh thần Set đâm con rắn Apep khi y tấn công thuyền mặt trời của thần Ra

Trong thần thoại Ai Cập, Apep (hay Apophis) là một sinh vật rắn khổng lồ trú tại Duat – Địa Ngục của Ai Cập. Giấy cói Bremner-Rhind (được viết vào khoảng năm 310 TCN) lưu trữ ghi chép về truyền thống Ai Cập cổ xưa hơn nhiều: Mặt Trời lặn là do thần Ra xuống Duat để chiến đấu với Apep. Ở một số ghi chép, Apep có kích thước dài bằng tám người đàn ông với cái đầu làm bằng đá lửa. Sấm sét và động đất được cho là do tiếng gầm của Apep gây nên, còn nhật thực được cho là do Apep tấn công Ra lúc ban ngày. Ở một số giai thoại, Apep bị thần Set tiêu diệt. Nehebkau là một sinh vật rắn khổng lồ khác canh giữ Duat và hỗ trợ Ra chiến đấu với Apep. Nehebkau lớn đến mức ở một số truyện ghi rằng toàn bộ Trái Đất bị cơ thể rắn của ông bao quanh. Denwen là một sinh vật rắn khổng lồ được nhắc đến trong Văn thư Kim Tự Tháp, sở hữu cơ thể làm từ lửa và là thủ phạm của một vụ phóng hỏa lớn gần như thiêu trụi toàn bộ đền thờ của các vị thần Ai Cập. Cuối cùng, ông bị Pharaoh đánh bại, và chiến thắng ấy khẳng định quyền cai trị thiêng liêng của Pharaoh.
Ouroboros là biểu tượng con rắn ăn đuôi nối tiếng của Ai Cập. Tiền thân của ouroboros là "Many-Faced" – một loài rắn có năm đầu mà theo Amduat (cuốn Sách về cái chết cổ nhất còn sót lại), được cho là cuốn quanh bảo quản xác của thần Mặt Trời Ra. Ghi chép sớm nhất sót lại về ouroboros "thật" đến từ những ngôi đền mạ vàng ở lăng mộ của Tutankhamun. Ở đầu các thế kỷ sau CN, ouroboros được tín đồ Cơ đốc giáo Ngộ đạo lấy làm biểu tượng, còn chương 136 của Pistis Sophia (văn thư Ngộ đạo đầu tiên) miêu tả "một con rồng lớn có đuôi ở trong miệng". Trong giả kim thuật thời Trung Cổ, ouroboros trở thành sinh vật rồng phương Tây điển hình với cánh, chi và đuôi. Hình ảnh nổi tiếng về con rồng gặm đuôi từ cuốn Codex Marcianus đã được sao chép trong nhiều tác phẩm về giả kim thuật.

## Ghi chép/giai thoại ở châu Á

### Tây Á

#### Lưỡng Hà

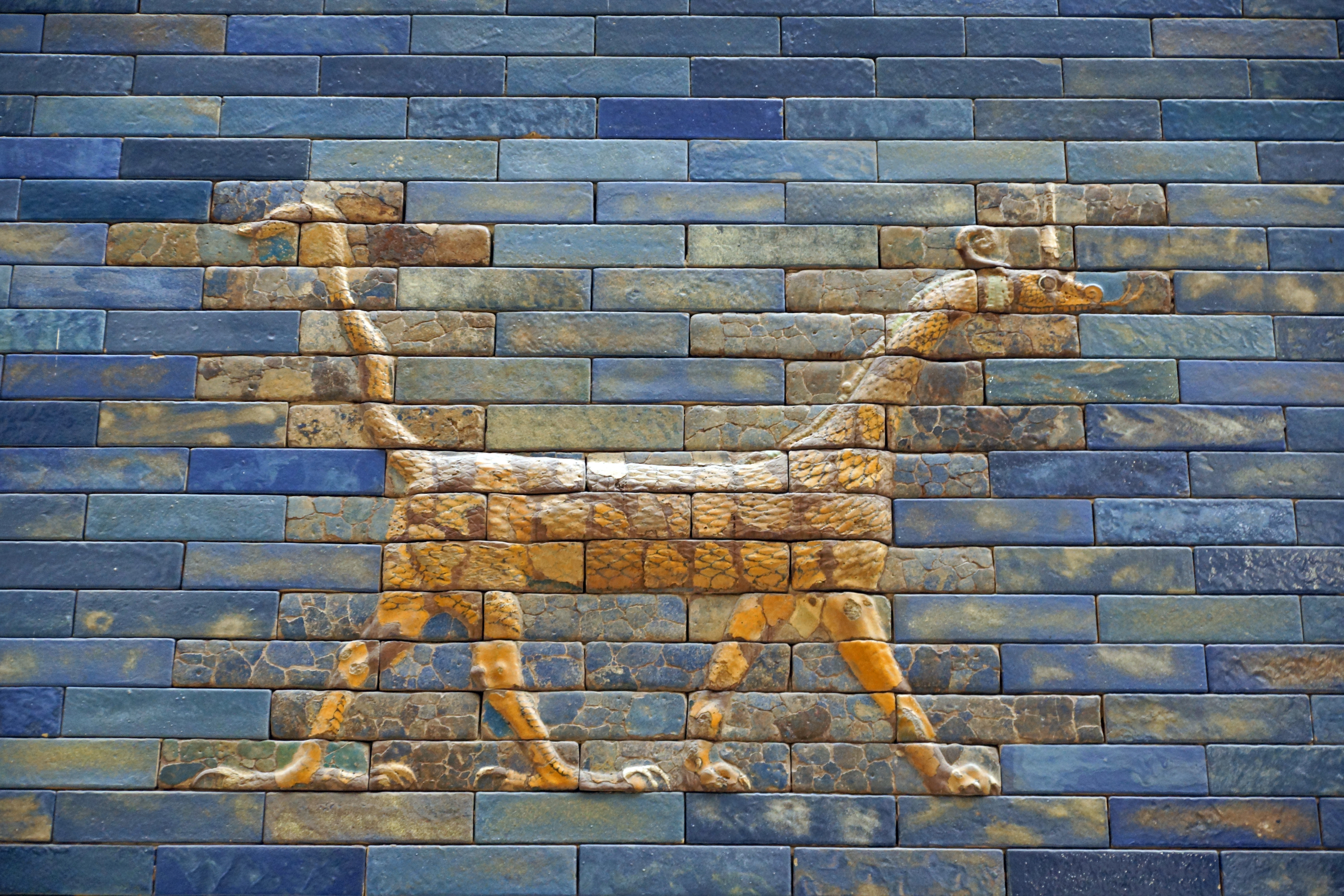
Mušḫuššu là quái vật hình rắn/rồng từ thần thoại Lưỡng Hà cổ đại với cơ thể và cổ của rắn, chi trước của sư tử và chi sau của chim. Đây là hình minh họa con quái vật xuất hiện trên Cổng Ishtar từ thành phố Babylon.

Người cổ đại khắp Cận Đông tin vào những sinh vật giống như thứ mà người hiện đại gọi là "rồng". Những người cổ đại này không hề biết đến sự tồn tại của khủng long hay những sinh vật tương tự ở quá khứ xa hơn thế. Những chi tiết liên hệ đến rồng cả về mặt thiện lẫn ác xuất hiện xuyên suốt nền văn học Lưỡng Hà cổ đại. Trong thơ ca của người Sumer, những vị vua vĩ đại thường được so sánh với ušumgal (một quái vật rắn khổng lồ). Sinh vật rồng với chi trước của sư tử, chi sau, đuôi và cánh của chim xuất hiện trong tác phẩm nghệ thuật Lưỡng Hà từ thời Akkad (k. 2334–2154 TCN) cho đến thời Tân Babylon (626 TCN–539 TCN). Rồng thường được miêu tả là có miệng mở. Nó có thể được biết tới là (ūmu) nā'iru (nghĩa là "quái vật thời tiết gầm thét)", và có thể liên hệ tới thần Ishkur (Hadad). Một sinh vật sư tử–rồng có chút khác biệt với hai sừng và đuôi của bọ cạp xuất hiện trong nghệ thuật của thời Tân-Assyria (911 TCN–609 TCN). Một tín ngưỡng (có thể là do Sennacherib ủy thác) cho thấy các thần Ashur, Sin và Adad đứng trên lưng của sinh vật này.
Một sinh vật rồng khác với cơ thể, cổ và sừng của rắn, chi trước của sư tử và chi sau của chim xuất hiện trong nghệ thuật Lưỡng Hà từ thời Akkad đến thời Hy Lạp hóa (323 TCN–31 TCN). Sinh vật này (được ghi trong tiếng Akkad là mušḫuššu, tức là "rắn dữ tợn") được dùng làm biểu tượng cho các vị thần cụ thể và còn là biểu tượng bảo vệ chung. Dường như ban đầu nó là người hầu của thần Địa Ngục Ninazu, song sau trở thành người hầu của thần bão Hurry Tishpak, cũng như về sau phục vụ cho con trai của Ninazu là Ningishzida, quốc thần Baybylon Marduk, thần văn thư Nabu, và quốc thần Assy Ashur.

##### Levant

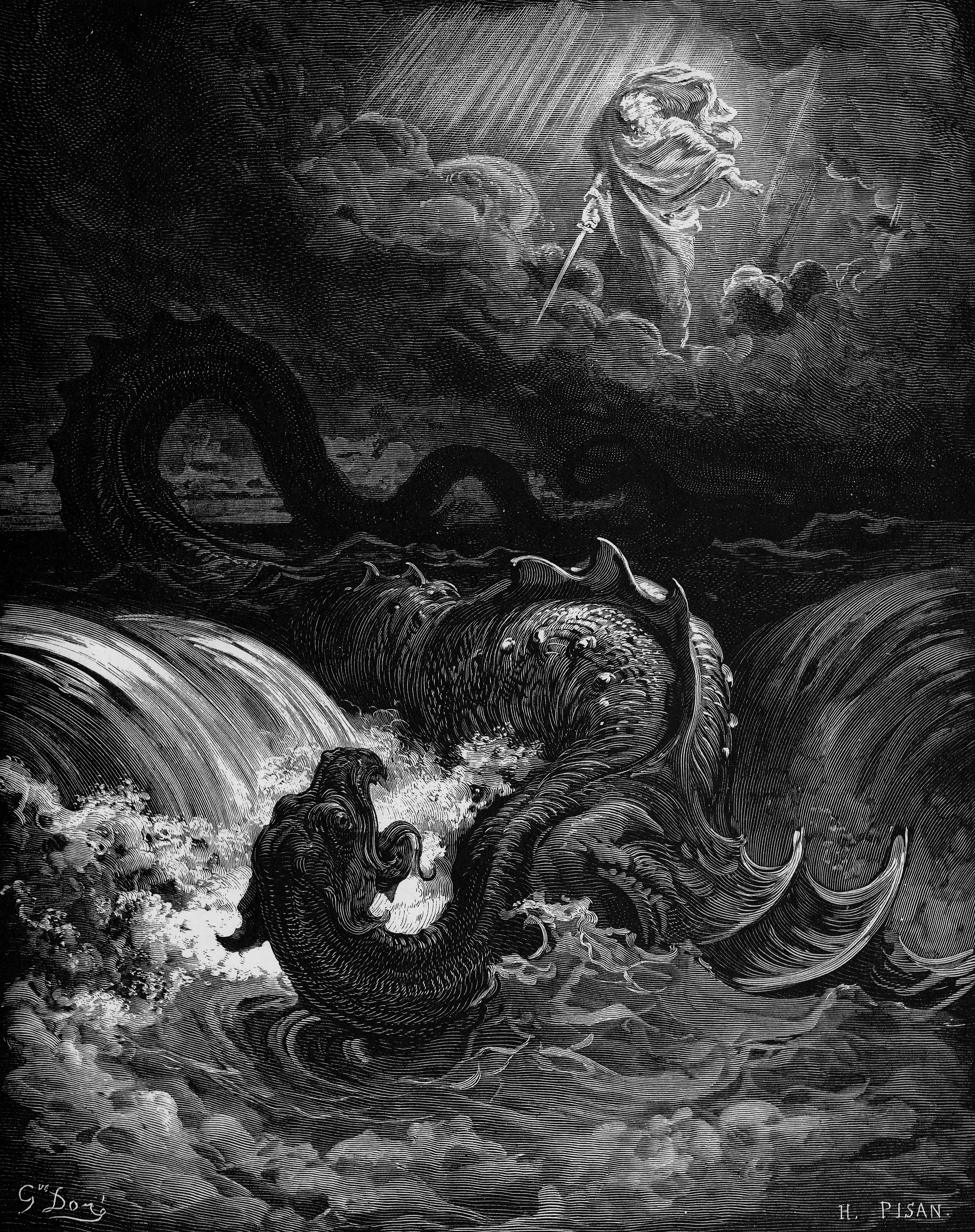
Bức The Destruction of Leviathan (1865) của Gustave Doré

Trong Chu kỳ Baal của Ugarit, rồng biển Lōtanu được miêu tả là "sinh vật rắn cuộn xoắn / quyền năng có bảy đầu." Trong KTU 1.5 I 2–3, Lōtanu bị thần bão Baal tiêu diệt, song ở KTU 1.3 III 41–42, y lại bị nữ thần chiến binh trinh tiết Anat giết chết. Trong Thánh Vịnh, Thánh Vịnh 74, Thánh Vịnh 74:13–14, rồng biển Leviathan bị Yahweh (thần của vương quốc Israel và Judah) tiêu diệt, nhằm tạo ra thế giới. Trong Isaiah 27:1, vụ Yahweh tiêu diệt Leviathan là điềm báo cho cuộc đại tu trật tự vũ trụ sắp tới của vị thần này:
| א בַּיּוֹם הַהוּא יִפְקֹד יְהוָה בְּחַרְבּוֹ הַקָּשָׁה וְהַגְּדוֹלָה וְהַחֲזָקָה, עַל לִוְיָתָן נָחָשׁ בָּרִחַ, וְעַל לִוְיָתָן, נָחָשׁ עֲקַלָּתוֹן; וְהָרַג אֶת-הַתַּנִּין, אֲשֶׁר בַּיָּם. {ס} | Ngày hôm ấy, CHÚA sẽ trừng phạt bằng thanh kiếm sắc bén, mạnh mẽ và vĩ đại của người Leviathan con rắn chạy trốn, Leviathan con rắn cuộn xoắn; Người sẽ tiêu diệt con rồng trên biển. |
| | |

Sách Job 41:1–34 chứa một miêu tả chi tiết về Leviathan – sinh vật được miêu tả là quyền năng đến nỗi chỉ Yahweh mới có thể trị được nó. Job 41:19–21 ghi chép rằng Leviathan phun ra lửa và khói, khiến cho việc nhận diện nó là rồng thần thoại là quá hiển nhiên. Ở một số phần trong Cựu Ước, Leviathan được lịch sử hóa thành biểu tượng cho các quốc gia đối đầu Yahweh. Rahab (từ đồng nghĩa với "Leviathan") được dùng trong một số đoạn Kinh Thánh để ám chỉ Ai Cập. Isaiah 30:7 ghi: "Vì sự giúp đỡ của Ai Cập là vô dụng và hão huyền, thế nên ta gọi cô ta là 'Rahab câm lặng'." Tương tự, Thánh Vịnh 87:3 ghi: "Ta xem Rahab và Babylon là những kẻ biết đến ta..." Trong Ezekiel 29:3–5 và Ezekiel 32:2–8, pharaoh của Ai Cập được miêu tả là một "con rồng" (tannîn). Trong truyện về Bel và Rồng trích từ Sách Daniel, nhà tiên tri Daniel thấy một con rồng được người Babylon tôn thờ. Daniel làm "bánh từ hắc ín, mỡ và tóc"; con rồng ăn chiếc bánh rồi nổ tung.

### Đông Á

#### Trung Quốc

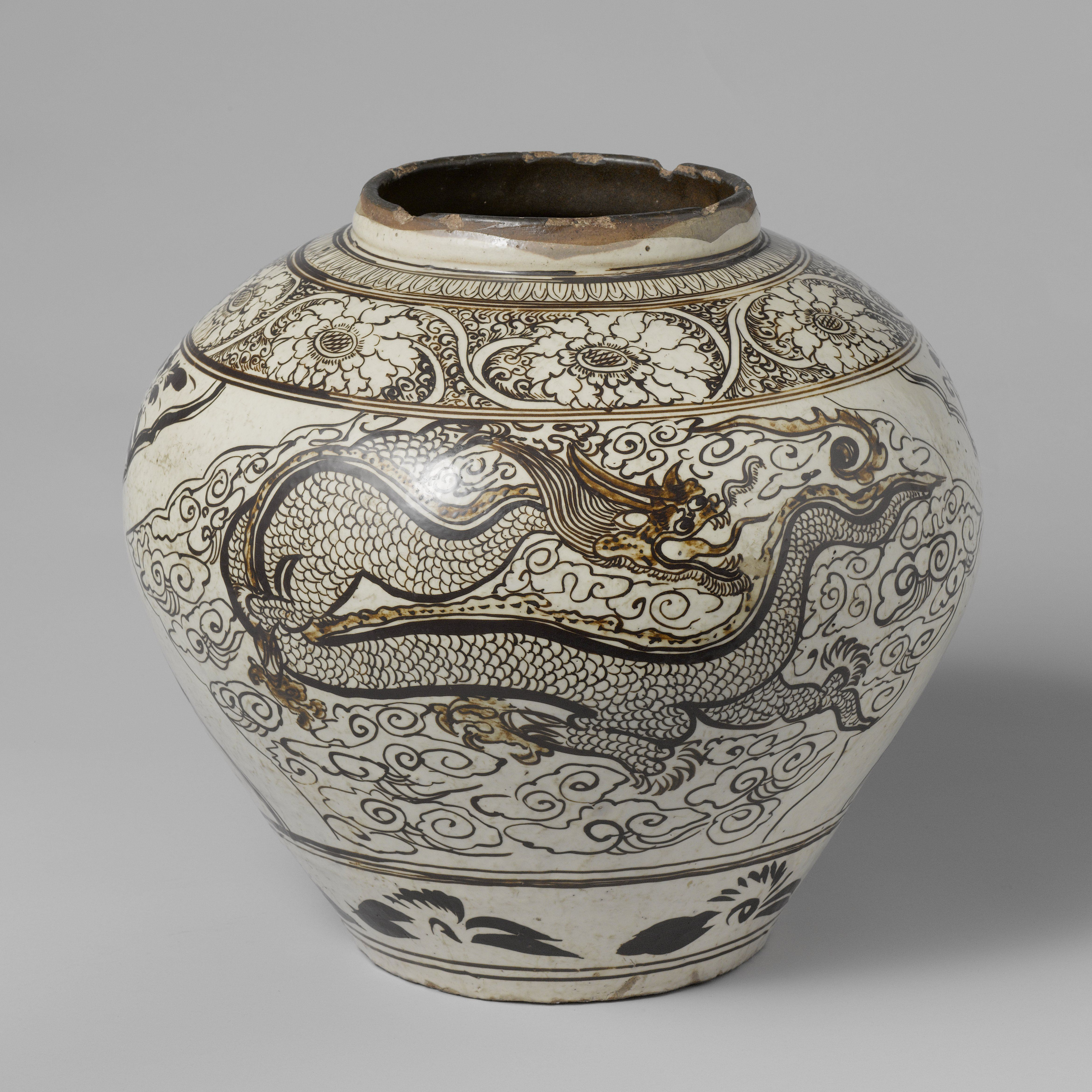
Nghệ thuật in hình rồng trên chiếc bình thời nhà Nguyên

Rồng Trung Hoa (giản thể: 龙; phồn thể: 龍; bính âm: lóng) là sinh vật cấp cao nhất trong hệ thống phân cấp động vật của Trung Quốc. Nguồn gốc của rồng còn mơ hồ, song "tổ tiên của nó có thể được tìm thấy trên đồ gốm của thời đại đồ đá mới cũng như các bình thờ thời đại đồ đồng." Có một số truyện phổ biến liên quan đến nuôi rồng. Cuốn Tả truyện (được cho sáng tác vào thời Chiến Quốc) miêu tả một người đàn ông tên là Đổng Phụ yêu rồng vì anh ta có thể hiểu được ý chí của rồng, nên anh có thể nuôi dạy chúng tốt. Anh phục vụ Vua Thuấn và được vị vua ban cho họ Hoạn Long (豢龍), nghĩa là "người nuôi rồng". Trong một truyện khác, Khổng Giáp (hoàng đế thứ 14 của nhà Hạ) được ban tặng một đôi rồng đực–cái nhằm tưởng thưởng cho sự vâng mệnh Trời, song vì không thể huấn luyện chúng, ông bèn thuê một người nuôi rồng tên Lưu Lũy (劉累) (học cách nuôi dạy rồng từ Hoạn Long). Một ngày nọ, con rồng cái bất ngờ qua đời, vì thế Lưu Lũy bí mật băm nhỏ nó ra, nấu chín thịt rồi đem nó dâng lên vua, vua yêu thích món đó đến nỗi lệnh cho Lưu phải phục vụ món ăn ấy lần nữa. Vì Lưu Lũy không có cách nào kiếm được thêm thịt rồng, anh đã bỏ trốn khỏi hoàng cung.

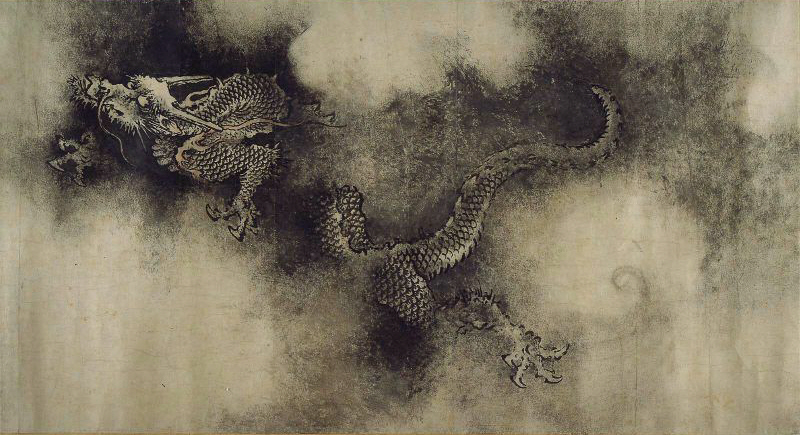
Một con rồng trong bức Cửu Long Đồ của Trần Dung, vào năm 1244 SCN.

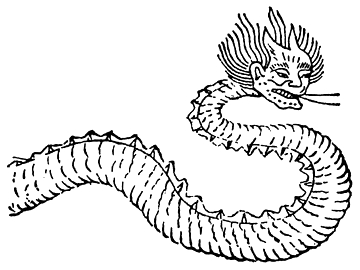
Minh họa rồng Chúc Long từ ấn bản Sơn hải kinh vào thế kỷ 17.

Một trong những truyện nổi tiếng nhất về rồng là truyện kể Diệp Công – nhân vật yêu rồng đến mức ám ảnh, mặc dù ông chưa bao giờ thấy rồng. Ông trang hoàng tư gia bằng họa tiết rồng và khi nhìn thấy sự ngưỡng mộ ấy, một con rồng thật đã đến và ghé thăm Diệp Công, song ông này trông thấy rồng thì hoảng sợ quá nên bỏ chạy. Trong thần thoại Trung Hoa, giai thoại kể rằng anh hùng văn hóa Phục Hy băng qua sông Lạc Hà thì thấy Long Mã – một con ngựa–rồng với bảy đốm trên mặt, sáu đốm ở lưng, tám đốm ở sườn trái và chín đốm ở sườn phải. Anh xúc động trước cảnh tượng ấy đến mức khi về tới nhà, anh liền vẽ bức họa về nó, kể cả những vết đốm. Sau đó anh sử dụng những đốm này làm chữ cái và phát minh ra ký tự Trung văn mà anh dùng để viết cuốn Kinh Dịch. Trong một truyền thuyết Trung Quốc khác, y sĩ Mã Sư Hoàng (馬師皇) được cho là đã chữa cho một con rồng đang lâm bệnh. Một truyền thuyết nữa kể rằng một người đàn ông tìm tới thầy thuốc Lo Chên-jen, nói với ông rằng mình là rồng và cần được chữa trị. Sau khi Lo Chên-jen chữa trị cho người đàn ông, một con rồng hiện ra và đưa ông lên trời.
Trong Sơn hải kinh (tuyển tập thần thoại cổ đại được cho là biên soạn dưới đời nhà Hán), nhiều vị thần và á thần được liên hệ tới rồng. Một trong những con rồng Trung Hoa nổi tiếng nhất là Ứng Long ("rồng đáp gọi") – sinh vật hỗ trợ Hoàng Đế đánh bại bạo chúa Xi Vưu. Rồng Chúc Long là một vị thần "sáng tạo ra vũ trụ bằng cơ thể mình." Trong Sơn hải kinh, nhiều anh hùng trong thần thoại đã chào đời sau khi mẹ của họ quan hệ với rồng thần rồi thụ thai, gồm có: Hoàng Đế, Thần Nông, Vua Nghiêu và Vua Thuấn. Thần Chúc Dung và vua Hạ Khải được miêu tả là được hai con rồng chở đi, giống như Hoàng Đế, Chuyên Húc và Ngu Cường trong nhiều văn bản cổ khác. Theo Hoài Nam Tử, một con hắc long từng gây ra một trận đại hồng thủy  hủy diệt, và cuối cùng nó kết thúc khi thần mẫu Nữ Oa tiêu diệt con rồng.

#### Triều Tiên

Tranh tường miêu tả Rồng Xanh tại lăng mộ Cao Câu Ly.

Theo nhiều cách thì rồng Triều Tiên tương tự với ngoại hình các con rồng Đông Á khác như rồng Trung Hoa và Rồng Nhật Bản. Nó khác rồng Trung Hoa ở chỗ có râu dài hơn. Rất hiếm khi rồng có thể được miêu tả là mang theo một quả cầu gọi là Yeouiju (여의주), tiếng Triều Tiên của Cintamani trong thần thoại, trong bộ vuốt hoặc miệng nó. Giai thoại kể rằng bất cứ ai có thể sử dụng Yeouiju đều được ban những năng lực toàn năng và sáng tạo và theo ý muốn, và chỉ rồng bốn ngón (ngón cái để giữ quả cầu) mới đủ khôn ngoan và sử dụng đủ những quả cầu này, trái ngược với những con rồng ba ngón bé hơn. Giống Trung Quốc, con số chín mang ý nghĩa tốt lành và quan trọng ở Triều Tiên, và rồng được cho là có 81 (9×9) vảy trên lưng, đại diện cho tính dương. Rồng trong thần thoại Triều Tiên chủ yếu là hướng thiện, liên quan đến nước và nông nghiệp, thường gieo mưa và mây. Do đó, nhiều con rồng ở Triều Tiên trú ở sông, hồ, đại dương, thậm chí là ao sâu trên núi. Những cuộc hành trình của con người tới cõi dưới biển, và đặc biệt là cung điện dưới biển của Long Vương (용왕), rất phổ biến trong văn hóa dân gian Triều Tiên.
Trong thần thoại Triều Tiên, một vài vị vua lập quốc được miêu tả là hậu duệ của rồng vì rồng là biểu tượng của quân chủ. Nữ vương Aryeong (nữ vương đầu tiên của Tân La) được cho là sinh ra từ cockatrice, còn bà của Cao Ly Thái Tổ (nhà lập quốc Cao Ly) được cho là con gái của long vương ở Biển Tây. Trên giường bệnh, Văn Vũ Vương của Tân La đã mong muốn biến thành rồng ở Biển Đông để bảo vệ vương quốc. Hoạ tiết rồng được hoàng thất độc quyền sử dụng. Áo choàng của hoàng thất còn được gọi là long bào (용포). Ở triều đại Triều Tiên, phù hiệu hoàng tộc (có thêu hình rồng) được đính trên lưng, ngực và vai của long bào. Vua đeo phù hiệu rồng năm ngón còn Thái tử đeo phù hiệu rồng bốn ngón.

#### Nhật Bản

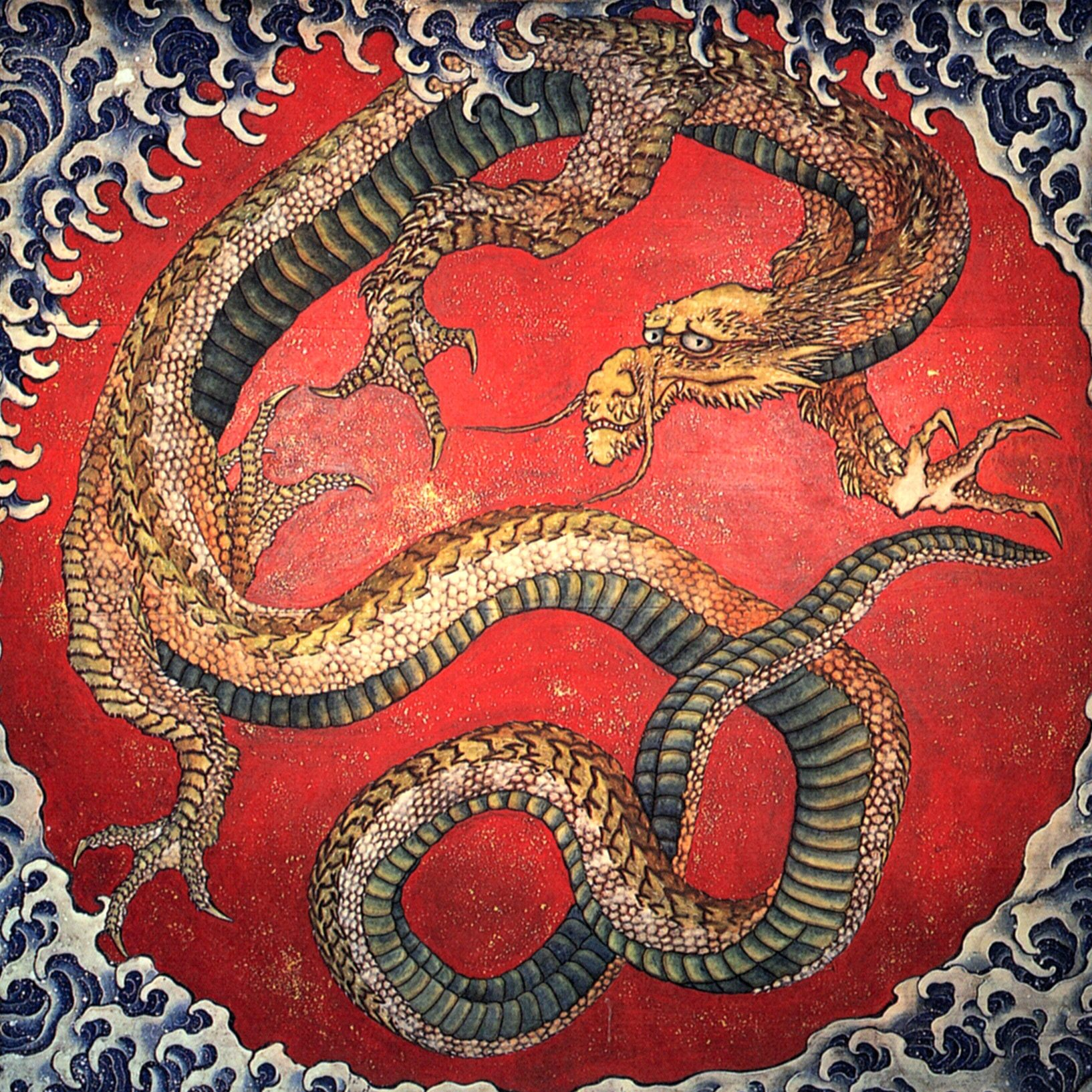
Bức họa rồng Nhật Bản của Hokusai (1730–1849)

Giai thoại về rồng Nhật Bản kết hợp với truyền thuyết bản địa cùng những câu chuyện du nhập từ rồng Trung Hoa. Như một số rồng khác, đa số rồng Nhật Bản là thủy thần gắn liền với lượng mưa và cơ thể từ nước, thường được miêu tả là những sinh vật hình rắn không cánh khổng lồ với chi có vuốt. Gould ghi chép (1896:248), rồng Nhật Bản "luôn được cho là có ba móng vuốt". Một câu chuyện về samurai Mitsunaka no Minamoto kể rằng khi ông đang săn bắn trên lãnh thổ của mình ở Settsu, ông nằm dưới gốc cây và mơ về một người phụ nữ xinh đẹp xuất hiện trước ông và cầu xin ông cứu giúp vùng đất của cô đang bị một con rắn khổng lồ gây tai ương. Mitsunaka đồng ý giúp đỡ và thiếu nữ đem tặng ông một con ngựa tuyệt đẹp. Khi ông thức dậy, con thủy mã đã đang đứng trước ông. Ông cưỡi nó đến đền Sumiyoshi để lập đàn cầu nguyện trong tám ngày ở đây. Rồi ông đối mặt với con rắn và dùng cung tên kết liễu nó.
Người Nhật xưa tin rằng có thể xoa dịu hoặc thanh tẩy cho rồng bằng kim loại. Yoshisada Nitta được cho là đã ném thanh kiếm nổi tiếng xuống biển ở Sagami để làm xoa dịu thần rồng của biển, còn Tsurayuki no Ki cũng ném một tấm gương bằng kim loại xuống biển ở Sumiyoshi với mục đích tương tự. Phật giáo Nhật Bản đã bắt rồng phải thích ứng và tuân theo Pháp luân; các vị thần Phật giáo Nhật Bản là Benten và Quan Âm thường được miêu tả ngồi trên lưng rồng. Một số vị tiên của Nhật Bản lấy rồng làm thú cưỡi. Bômô được cho là đã ném cây trượng xuống vũng nước, làm con rồng bay lên và dùng nó cưỡi lên trời. A-la-hán Handaka được cho là có thể triệu hồi rồng từ một cái bát, ông thường chơi đùa với nó trên kagamibuta. Shachihoko là một sinh vật có đầu rồng, đuôi mọc lông rậm, vảy giống cá và đôi khi nách phát lửa. Fun có đầu rồng, cánh lông vũ, đuôi và móng vuốt của chim. Rồng trắng được cho là trú ở một hồ nước ở tỉnh Yamashiro và cứ sau 50 năm, nó sẽ biến thành một con chim gọi là Ogonchô, phát ra tiếng kêu như "tiếng tru của chó hoang". Sự kiện này được tin là điềm báo về nạn đói khủng khiếp. Ở ngôi làng Okumura, gần Edo của Nhật Bản trong mùa hạn hán, dân làng dựng một hình nộm rồng từ rơm, lá mộc lan và tre, rồi đem diễu hành nó quanh làng để gọi mưa.

### Đông Nam Á

#### Việt Nam

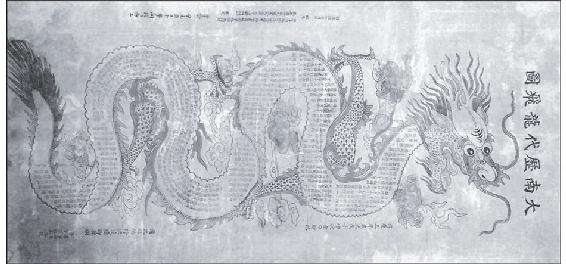
Bản đồ cách điệu Đại Nam (thời Minh Mạng)

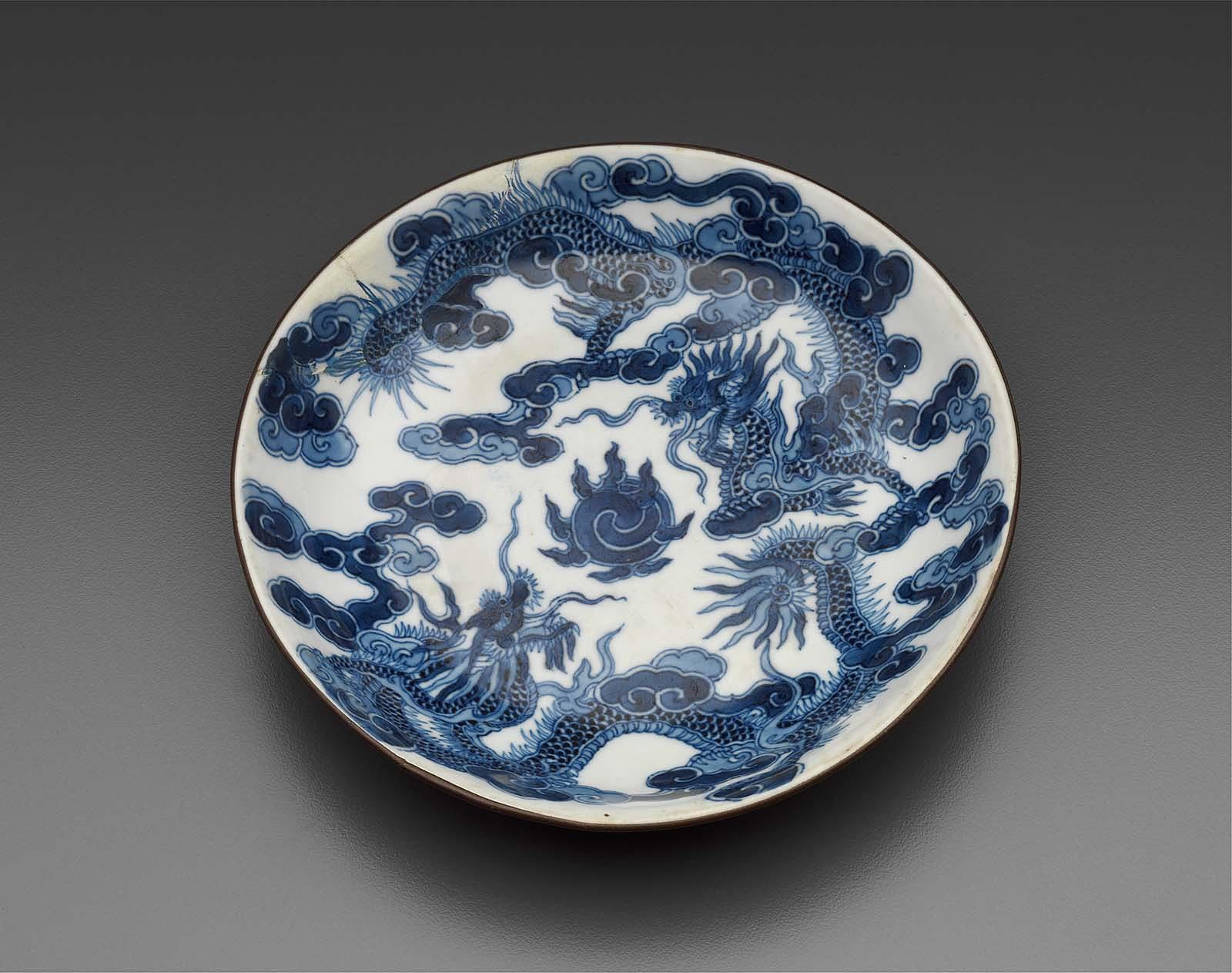
Rồng trên đĩa sứ dưới triều Chúa Trịnh Doanh, Nhà Lê trung hưng

Rồng Việt Nam (tiếng Việt: rồng 龍) là một sinh vật thần thoại thường được sử dụng làm biểu tượng thần thánh và gắn liền với hoàng tộc. Học giả Đinh Văn Tuấn nhấn mạnh rằng: "hình tượng con 'Rồng' đã hội nhập vào tâm linh, đời sống, ngôn ngữ, lịch pháp, văn học, nghệ thuật,... của Việt Nam và đã được bao thế hệ tiền nhân ở các triều đại từ nhà Đinh đến nhà Nguyễn biến hóa, thăng hoa trở thành một hình tượng con 'Rồng' mới với hình thức và nội dung mang dấu ấn sâu đậm bản sắc dân tộc Việt khác hẳn hình tượng con Rồng gốc Trung Quốc". Tương tự như những nền văn hóa khác, rồng trong văn hóa Việt Nam đại diện cho tính dương và thần linh gắn liền với sáng tạo và sự sống. Trong truyền thuyết Trăm trứng nở trăm con của người Việt, họ là con cháu của thần rồng Lạc Long Quân và nữ tiên Âu Cơ.  Âu Cơ sinh ra 100 trứng; khi chia tay nhau Lạc Long Quân đã đưa 50 con xuống biển trong khi Âu Cơ đưa 50 con lên núi. Đến ngày nay, người Việt vẫn dùng cụm từ "con rồng cháu tiên" để chỉ đến chính mình.

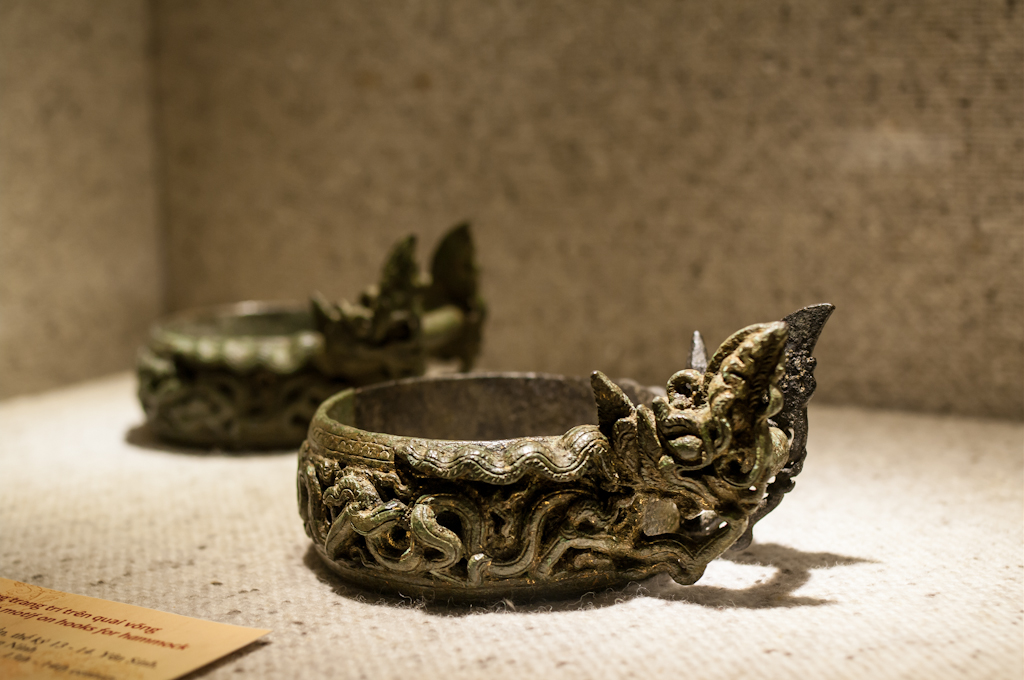
Rồng trên cổ vật từ thời nhà Lý–Trần
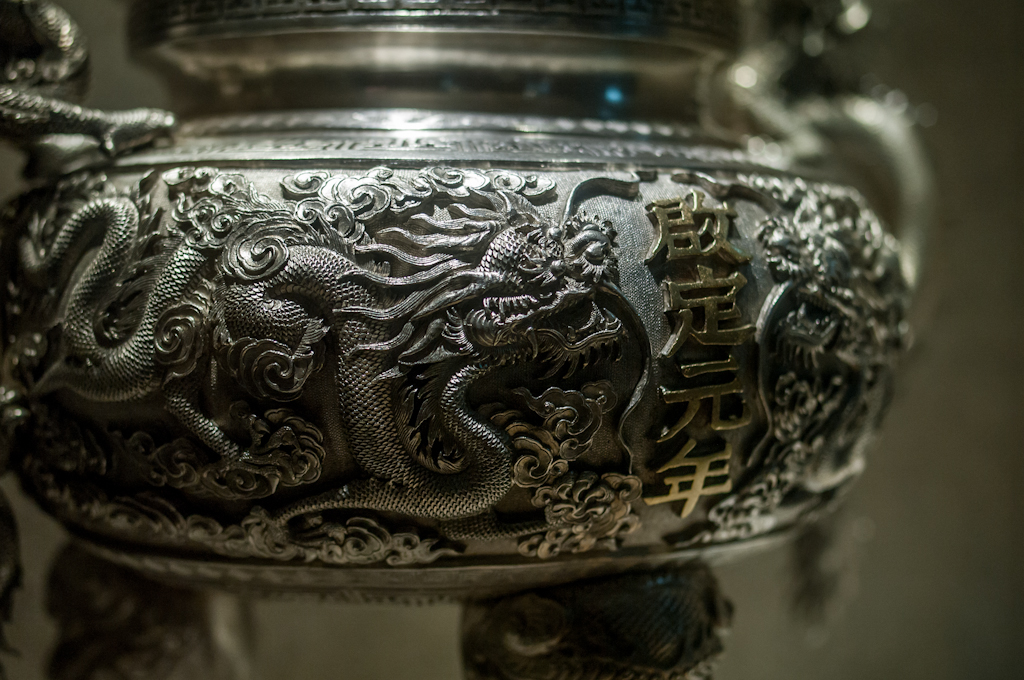
Rồng trên cổ vật từ thời nhà Lê–Nguyễn
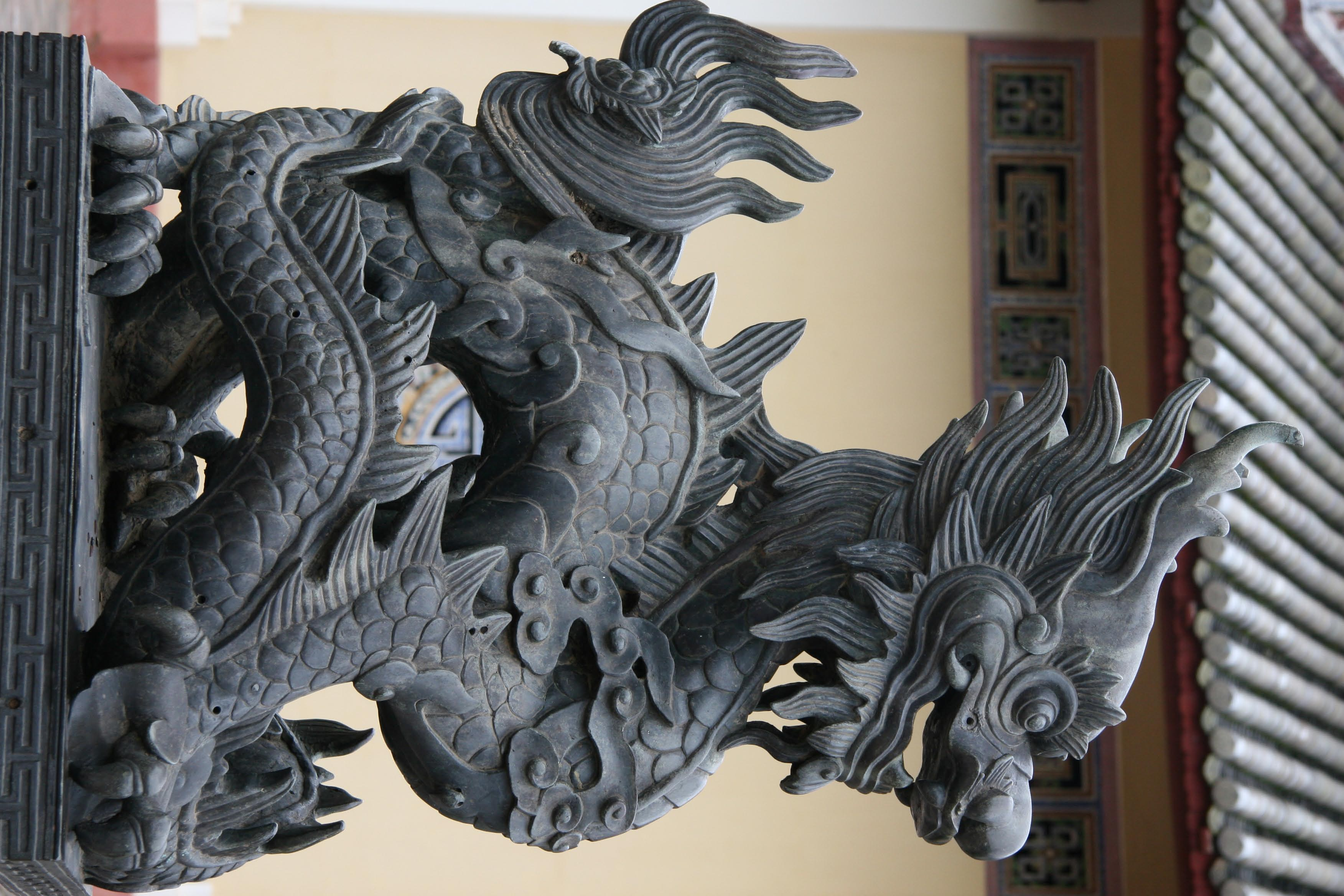
Rồng thời nhà Nguyễn ở Hoàng thành Huế

## Ghi chép/giai thoại ở châu Âu

### Ấn-Âu nguyên thủy
Truyện về người hùng diệt rắn/rồng khổng lồ xuất hiện ở hầu hết thần thoại Ấn-Âu nguyên thủy. Ở đa số truyện, người hùng là thần sấm. Ở gần như mọi mô-típ của truyện, sinh vật rắn có nhiều đầu hoặc đôi khi là "nhiều" cơ thể theo một cách nào đó. Ngoài ra, gần như ở mọi truyện, rắn luôn phải dính dáng đến nước. Giáo sư Bruce Lincoln nhận định rằng thần thoại giết rồng Ấn-Âu nguyên thủy có thể được dựng thành như sau: Đầu tiên, các vị thần bầu trời ban con bò cho một người đàn ông *Tritos ("thứ ba"), vì anh là người thứ ba sinh ra trên Trái Đất, song chúng bị con rắn ba đầu tên là *Ngwhi đánh cắp. *Tritos đuổi theo con rắn với bạn đồng hành *Hanér, (tên nghĩa là "người"). Hai vị anh hùng cùng nhau tiêu diệt  con rắn và giải cứu con bò.

### Hy Lạp cổ đại

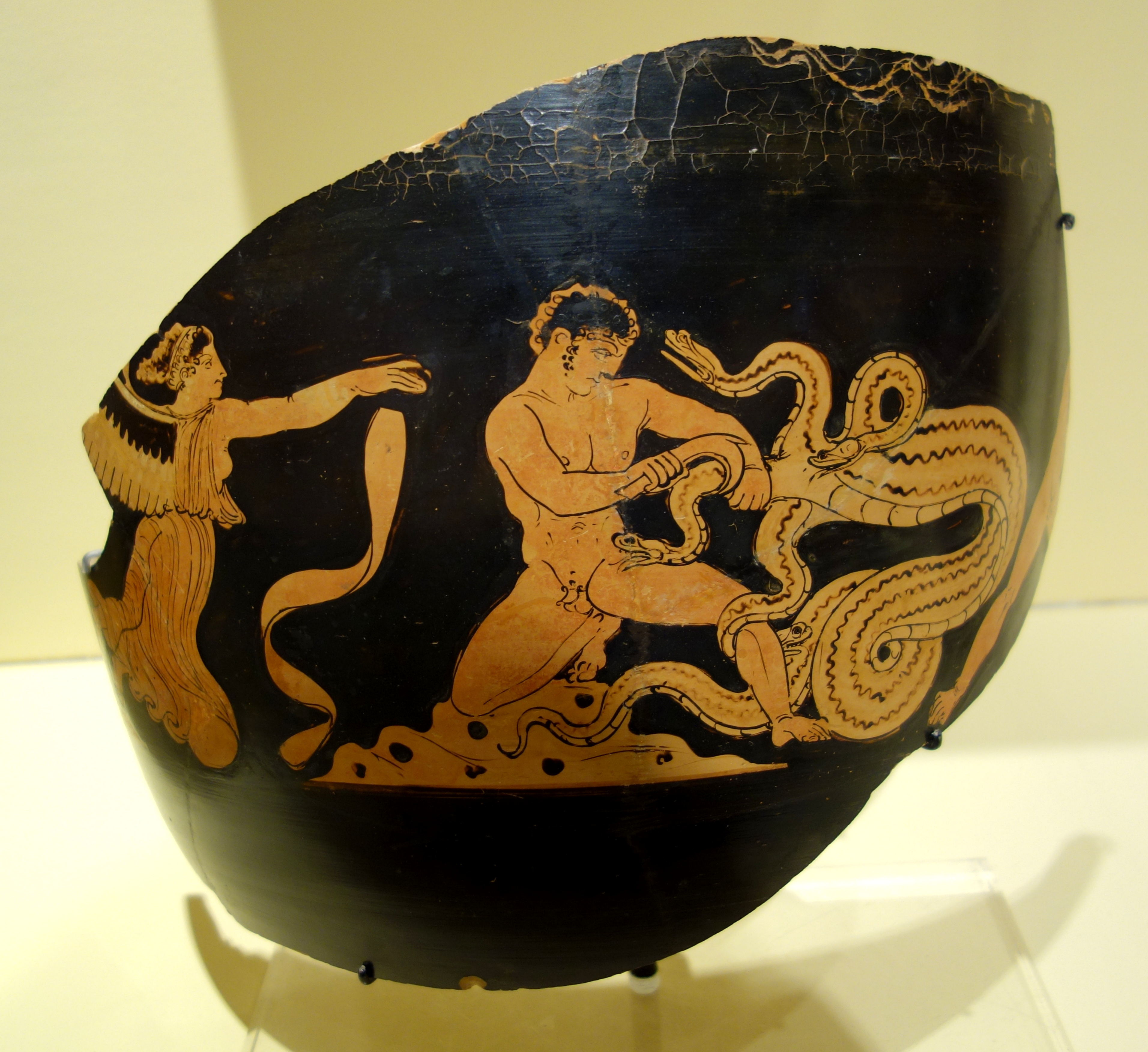
Bức họa khắc trên bình gốm hình đỏ của Hy Lạp miêu tả Heracles tiêu diệt Hydra vào 375–340 TCN

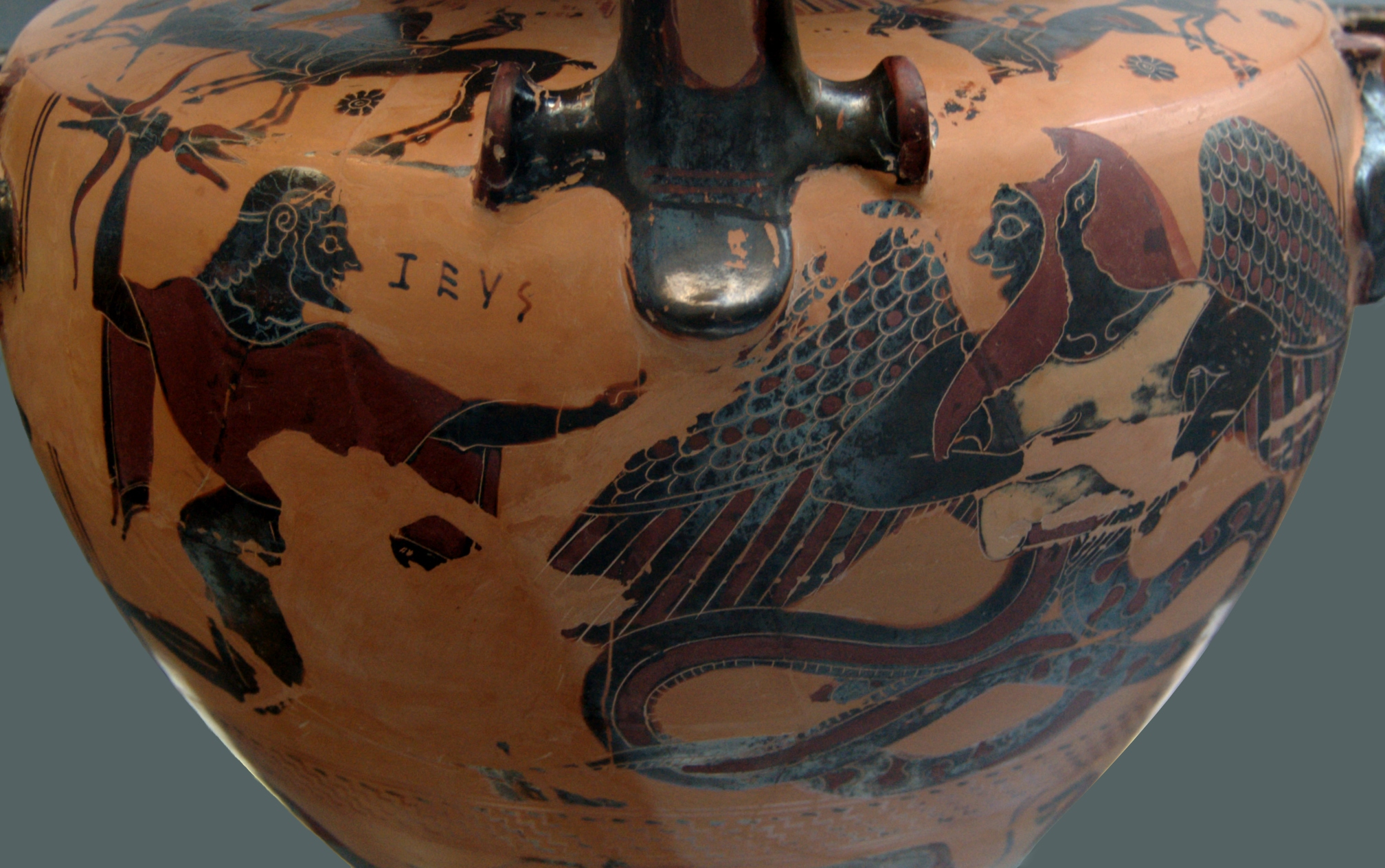
Zeus cầm tia chớp nhằm vào sinh vật Typhon có cánh và chi của rắn. Người Chalcis đã vẽ trên gốm hydria hình đen (k. 540–530 TCN), đặt tại bảo tàng Staatliche Antikensammlungen (vẽ năm 596).

Từ tiếng Hy Lạp cổ đại thường dịch thành "rồng" (δράκων drákōn, sở hữu cách δράκοντοϛ drákontos) – có thể nghĩa là "rắn", nhưng nó thường để chỉ loài rắn khổng lồ sở hữu năng lực siêu nhiên hoặc bị sức mạnh siêu nhiên nào đó chi phối. Từ "dragon" được nhắc đến lần đầu trong văn học Hy Lạp cổ đại, cụ thể là cuốn sử thi Iliad; trong cuốn sách, Agamemnon được miêu tả là mang họa tiết rồng xanh trên đai đeo kiếm và biểu tượng rồng ba đầu trên giáp ngực. Ở các câu số 820–880 của Theogony (bài thơ tiếng Hy Lạp do nhà thơ người Boeotia Hēsíodos sáng tác vào thế kỷ thứ bảy TCN), vị thần Zeus của Hy Lạp đại chiến với Typhon – con quái vật rắn có một trăm đầu, phun ra lửa và tạo tiếng động vật gây hoảng sợ. Zeus cầm tia chớp để đốt hết các đầu của Typhon rồi đẩy nó xuống ngục Tartarus. Ở những tài liệu tiếng Hy Lạp khác, Typhon được miêu tả là rồng hình rắn có cánh và phun lửa. Trong tuyển tập thánh ca Homeric Hymn to Apollo, thần Apollo sử dụng mũi tên tẩm độc để tiêu diệt con rắn Python – thủ phạm gây ra chết chóc và dịch bệnh ở khu vực quanh Delphi. Rồi Apollo dựng đền thờ của ông tại đó.
Trong bài thơ Culex (các câu thơ số 163–201), nhà thơ  người La Mã Virgil miêu tả một người chăn cừu chiến đấu với một con rắn chuyên siết đối thủ, gọi nó bằng cái tên "serpens" hoặc "draco", cho thấy rằng ở thời ông sống, có thể hai từ này được dùng thay phiên nhau.

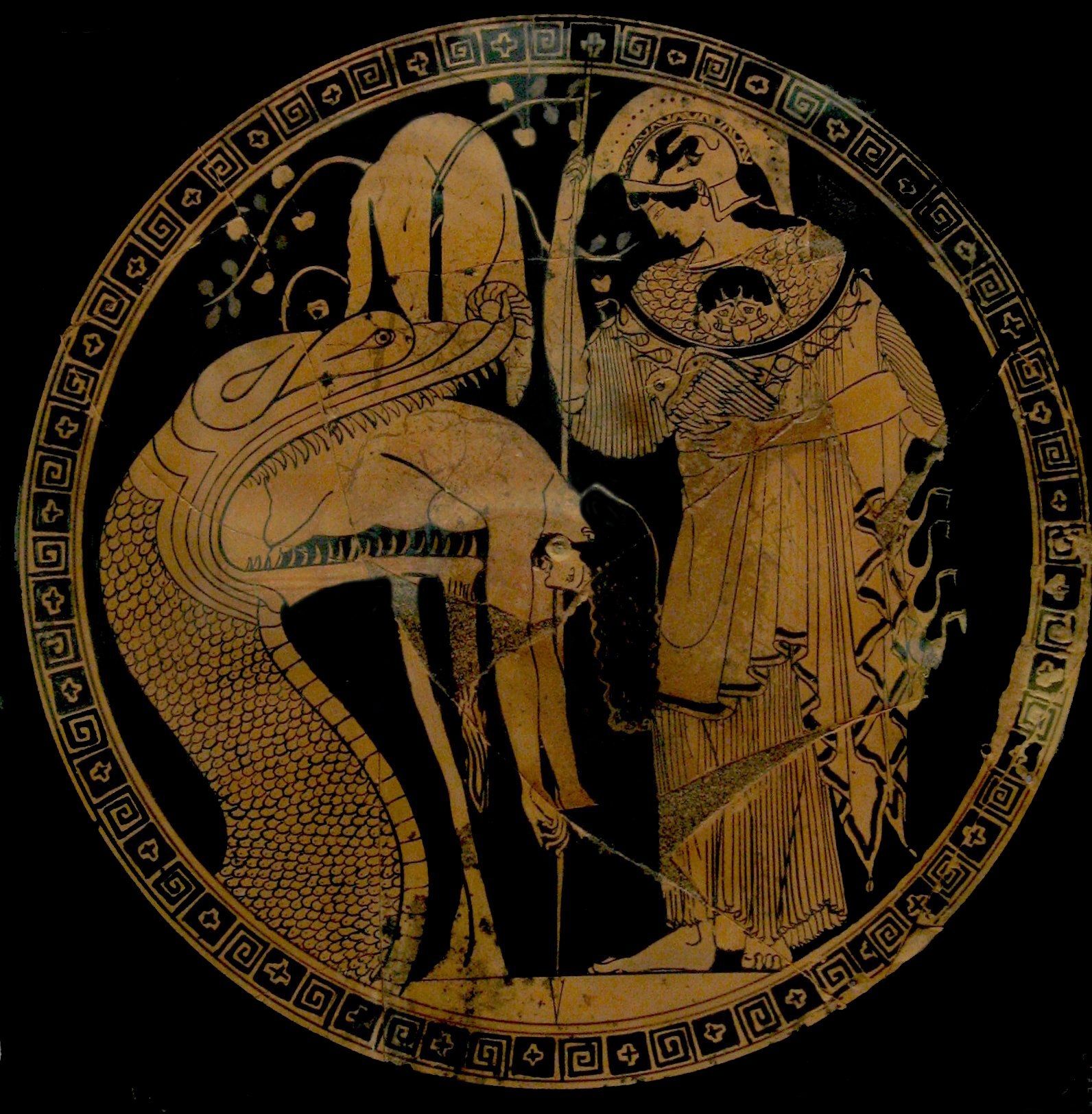
Bức họa trên gốm kylix hình đỏ của người Attica từ 480–470 TCN miêu tả Athena quan sát rắn Colchis đang nhả xác của người anh hùng Jason

Hēsíodos còn ghi chép rằng vị anh hùng Heracles đã tiêu diệt Hydra – con rắn nhiều đầu sống ở vùng đầm lầy Lerna. Cái tên "Hydra" nghĩa là "rắn nước" trong tiếng Hy Lạp. Theo tác phẩm tóm lược Bibliotheka của Pseudo-Apollodorus, vụ tiêu diệt Hydra là chiến công thứ hai trong Mười hai chiến công của Heracles. Các ghi chép không thống nhất về thứ vũ khí mà Heracles dùng để giết Hydra, song đến cuối thế kỷ thứ sáu TCN, các tác giả nhất trí rằng cần phải đốt những cái đầu bị trảm để ngăn chúng mọc lại. Heracles nhận được sự hỗ trợ từ cháu trai Iolaus trong nhiệm vụ này. Trong trận chiến, một con cua khổng lồ bò ra khỏi đầm lầy và kẹp chân của Heracles, song chàng đã kịp nghiền nát nó. Hera đưa con cua lên bầu trời thành chòm sao Cự Giải. Một cái đầu của Hydra là bất tử nên Heracles đem chôn nó dưới một tảng đá nặng sau khi chém được nó. Ở chiến công thứ bảy, Heracles phải hái quả táo vàng từ cây trong Vườn Hesperides – nơi con rắn khổng lồ không bao giờ ngủ (mà Pseudo-Apollodorus gọi là "Ladon") canh giữ. Ở những ghi chép cũ, Ladon thường được ghi có nhiều đầu. Ở ghi chép của Pseudo-Apollodorus, Ladon là sinh vật bất tử, nhưng Sophocles và Euripides đều miêu tả Heracles đã tiêu diệt được nó, dù chẳng ai ghi cụ thể ra sao. Một số nhận định cho rằng quả táo vàng không phải là phần thưởng sau trận chiến với Ladon mà là được Heracles dùng để thu hút các Hesperides. Học giả thần thoại Herodorus là người đầu tiên cho rằng Heracles đã tiêu diệt sinh vật bằng cây dùi trứ danh của chàng. Trong bài thơ sử thi Argonautica, Apollonius của Rhodes miêu tả Ladon đã bị bắn đầy tên tẩm độc lấy từ máu của Hydra.

### German hậu cổ điển

Bức vẽ bằng chạm khắc Ramsund từ 1030, minh họa loạt Völsunga saga trên phiến đá ở Thụy Điển. Ở vị trí (5), Sigurd lấy kiếm đâm vào bụng Fáfnir.

Ở bài thơ tiếng Bắc Âu Cổ Grímnismál trong tuyển tập Poetic Edda, rồng Níðhöggr được miêu tả đang gặm rễ của cây thần thế giới Yggdrasil. Trong thần thoại Bắc Âu, Jörmungandr là con rắn khổng lồ sống trên biển, với cơ thể bao quanh toàn bộ cõi Miðgarð. Từ phần Gylfaginning từ cuốn sách giáo khoa cổ Prose Edda (do học giả thần thoại người Iceland Snorri Sturluson chắp bút vào thế kỷ thứ mười ba), thần sấm Bắc Âu Thor từng đi chung thuyền với Hymnir khổng lồ ra vùng biển ngoài và câu được Jörmungandr nhờ lấy đầu bò làm mồi. Thor tóm được con rắn và sau khi kéo đầu nó lên mặt nước, chàng đập nó bằng cây búa Mjölnir. Snorri ghi rằng cú đập không gây tử vong: "và người ta cho rằng chàng đập đầu nó rồi thả xuống đáy biển. Nhưng tôi nghĩ cần nói sự thật với bạn là Rắn Miðgarð vẫn sống và nằm ở vùng biển xung quanh."
Ở đoạn cuối của bài thơ sử thi bằng tiếng Anh cổ Beowulf, một nô lệ lấy cắp chiếc cốc từ hang trữ đồ của con rồng đang ngủ, làm con rồng thức giấc và nổi giận đi hủy diệt khắp vùng nông thôn. Vị anh hùng cùng tên bài thơ quả quyết muốn một mình đối đầu với con rồng, dẫu chàng tuổi đã cao, song Wiglaf (người trẻ nhất trong đoàn mười hai chiến binh mà Beowulf dẫn đi cùng) nhất quyết muốn theo vua ra trận. Kiếm của Beowulf bị gãy trong lúc chiến đấu còn chàng bị thương nặng, song Wiglaf kịp tới giải cứu và giúp chàng tiêu diệt con rồng. Beowulf hấp hối và bảo Wiglaf rằng kho báu của con rồng phải được đem chôn thay vì đem chia chác với những chiến binh hèn nhát không tới hỗ trợ vị vua của họ, rồi chàng tắt thở.
Ở tác phẩm tiếng Bắc Âu cổ Völsunga saga, vị anh hùng Sigurd bắt được con rồng Fáfnir nhờ đào một cái hố giữa hang động nơi chàng sống và con suối chàng uống nước, rồi lấy kiếm đâm vào bụng lấy mạng nó. Theo lời khuyên của Odin, Sigurd lấy máu Fafnir để uống, đem lại cho chàng năng lực hiểu được ngôn ngữ của chim; chàng nghe chúng nói rằng người thầy Regin đang âm mưu phản bội chàng để y có thể chiếm giữ toàn bộ kho báu của Fafnir cho riêng mình. Chi tiết người anh hùng tìm cách lẻn vào lúc con rồng đang ngủ và lấy cắp kho báu của nó là mô típ phổ biến trong nhiều bộ saga bằng tiếng Bắc Âu cổ. Cuốn saga vào thế kỷ mười bốn Flóres saga konungs ok sona hans miêu tả một vị anh hùng chủ động cố không làm đánh thức con rồng đang ngủ lúc lẻn qua nó. Trong Yngvars saga víðförla, nhân vật chính cố lấy cắp kho báu từ một số con rồng đang ngủ, song vô tình đánh thức chúng.

## Miêu tả thời hiện đại

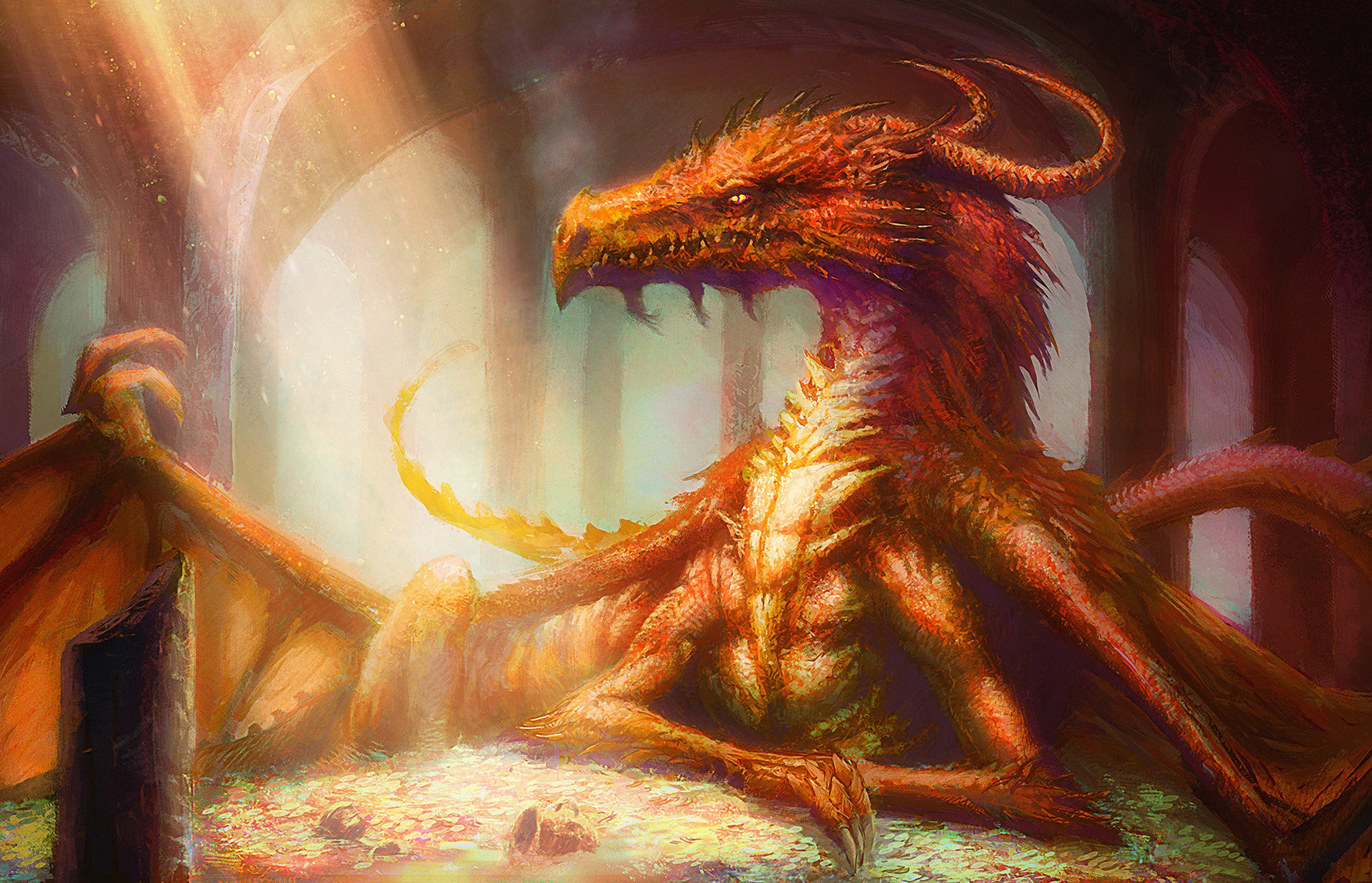
Bức minh họa của người hâm mộ David Demaret vẽ hình rồng Smaug từ tiểu thuyết sử thi kỳ ảo Anh chàng Hobbit (1937) của J. R. R. Tolkien

Rồng và họa tiết rồng đã xuất hiện trong nhiều tác phẩm văn học hiện đại, đặc biệt ở thể loại kỳ ảo. Ngay từ đầu thế kỷ 18, các nhà tư tưởng phê phán như Denis Diderot đã quả quyết rằng có nhiều tác phẩm văn học về rồng được xuất bản: "Trong sách đã có quá nhiều truyện cổ tích/thần thoại về rồng". Trong cuốn tiểu thuyết thiếu nhi Alice ở xứ sở trong gương (1872) của Lewis Carroll, một trong những bài thơ trong truyện mô tả một loài rồng tên là Jabberwock. Người vẽ minh họa cho truyện của Carroll, ông John Tenniel (một họa sĩ diễn họa chính luận nổi tiếng) đã trình bày Jabberwock theo lối hài hước với ngoại hình áo gi lê, lệch khớp răng cắn và mắt cận của một giảng viên đại học thời Victoria, như chính Carroll. Trong các tác phẩm hài sử thi kỳ ảo thiếu nhi, rồng thường nắm vai trò trợ thủ phép thuật trong truyện cổ tích. Ở những tác phẩm ấy, thay vì có vẻ ngoài đáng sợ như miêu tả truyền thống, rồng lại được thể hiện là vô hại, hướng thiện và thấp kém hơn loài người. Đôi khi chúng được thể hiện sống chung với người hoặc ở cộng đồng biệt lập chỉ có rồng sinh sống. Dẫu phổ biến ở cuối thế kỷ 19 và đầu thế kỷ 20, "những truyện hài và bình dị như vậy" bắt đầu mai một dần sau thập niên 1960, do độc giả có nhu cầu làm văn học thiếu nhi theo hướng nghiêm túc hơn.
Một trong những con rồng hiện đại nổi tiếng nhất là Smaug từ loạt tiểu thuyết kinh điển Anh chàng Hobbit của J. R. R. Tolkien. Rồng cũng xuất hiện trong loạt tiểu thuyết thiếu nhi bán chạy Harry Potter của J. K. Rowling. Những tác phẩm nổi bật khác miêu tả rồng có thể kể đến Dragonriders of Pern của Anne McCaffrey, Earthsea Cycle của Ursula K. Le Guin, loạt Trò chơi vương quyền của George R. R. Martin và The Inheritance Cycle của Christopher Paolini. Sandra Martina Schwab viết, "Với số ít ngoại lệ, gồm loạt tiểu thuyết Pern của McCaffrey và phim điện ảnh Reign of Fire (2002), rồng dường như phù hợp với bối cảnh Trung Cổ trong văn học kỳ ảo hơn là thế giới công nghệ trong khoa học viễn tưởng. Quả thực chúng được gọi là biểu tượng của thể loại kỳ ảo. Trận đánh của người hùng với rồng nhấn mạnh và tôn vinh sức nam tính của anh ta, còn những truyện kỳ ảo xét lại về rồng và diệt rồng thường hạ thấp vai trò giới tính truyền thống. Trong văn học thiếu nhi, rồng trở thành đồng minh mạnh mẽ nhằm đối mặt với nỗi sợ của trẻ em." Loạt trò chơi nhập vai nổi tiếng Dungeons & Dragons (D&D) sử dụng rất nhiều rồng.

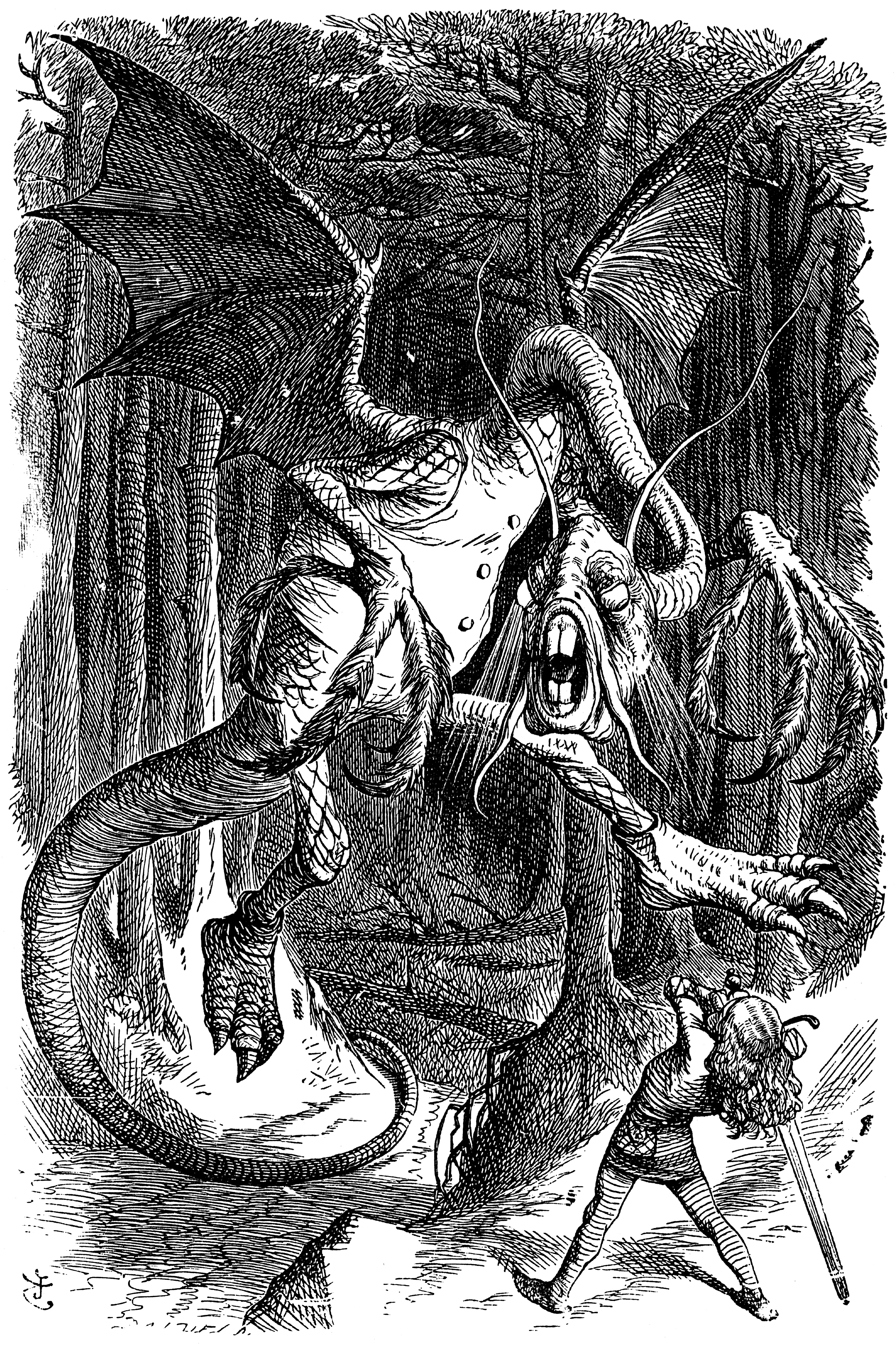
Minh họa Jabberwock của John Tenniel cho cuốn Alice ở xứ sở trong gương của Lewis Carroll, cho thấy con rồng là một giáo sư bị cận thị.
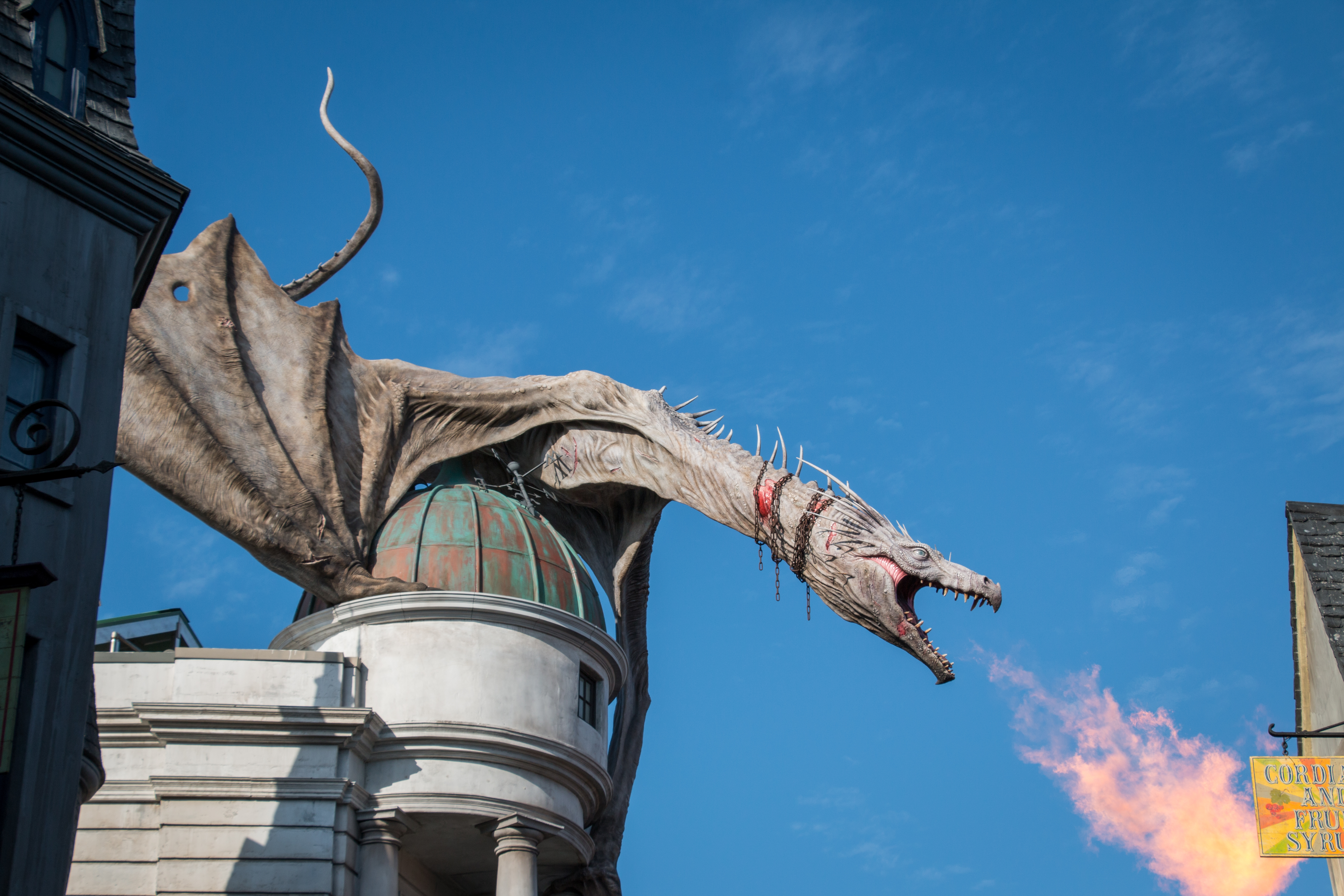
Tượng rồng Ironbelly của Ukraina phun ra lửa từ phim trường Harry Potter và Bảo bối Tử thần – Phần 2 tại Universal Studios Florida.
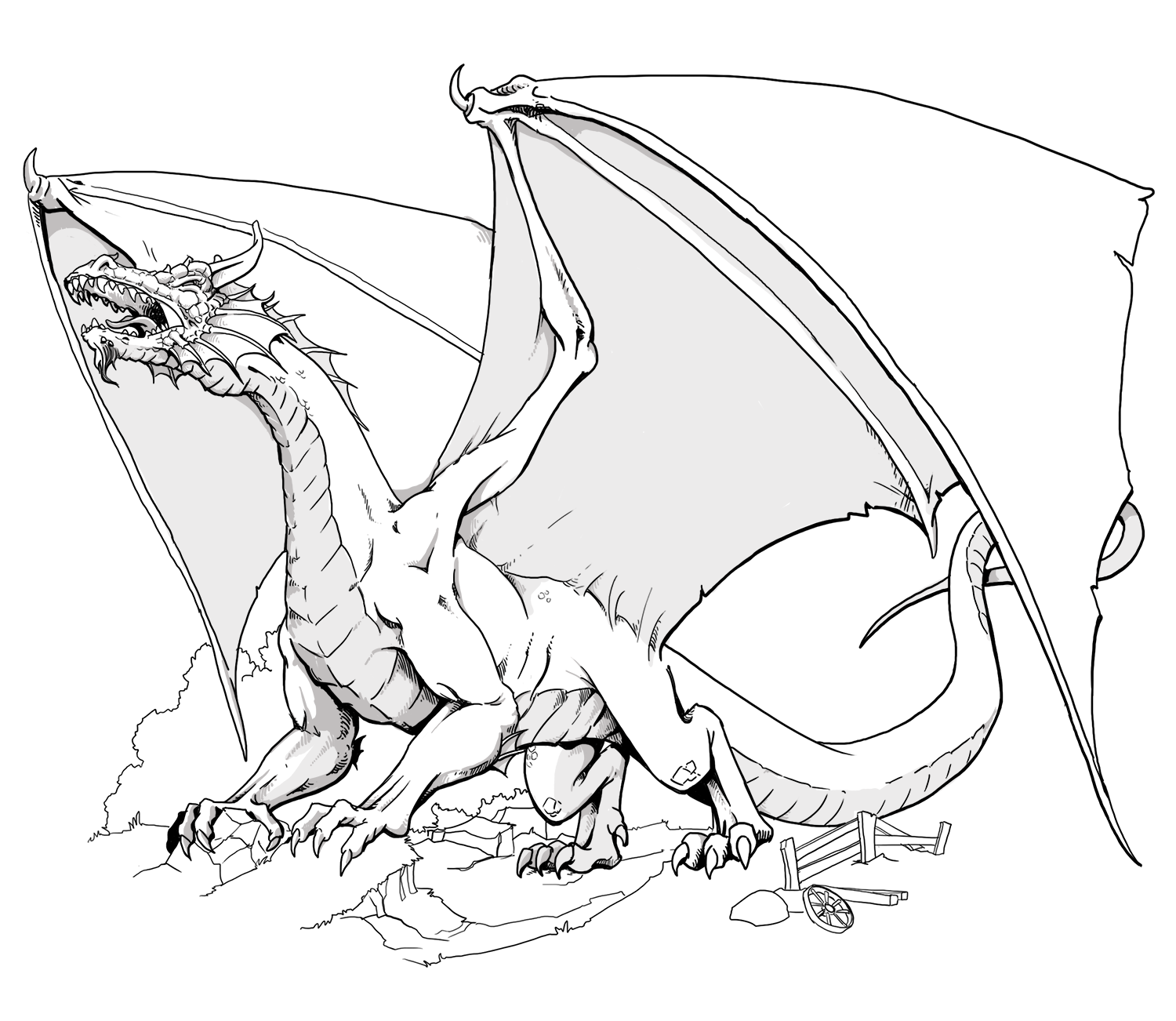
Miêu tả một con rồng xuất hiện trong trò chơi nhập vai Dungeons & Dragons.

## Phụ chú
1. ↑  Ở đây, chữ u᷄ đứng sau o được xác định là cách ký âm cổ cho âm ngạc mềm /-ŋ/ <ng>.